# Cynopterus brachyotis
Cynopterus brachyotis es una especie de murciélago megaquiróptero de la familia Pteropodidae. Vive en Camboya, China, India, Indonesia, Laos, Malasia, Birmania, Singapur, Sri Lanka, Tailandia, Timor Oriental y Vietnam. Su hábitat natural son los bosques, los jardines y los huertos. Se cree que no hay ninguna amenaza significativa para la supervivencia de esta especie en general, pero las poblaciones del sur de Asia están amenazadas por la deforestación.